# Macaca pagensis
Macaca pagensis (лат.) — один из видов макак.

## Ареал
Макак M. pagensis в диком виде обитает во влажных тропических лесах исключительно на островах Сипора, Пагай-Утара и Пагай-Селатан Ментавайского архипелага западнее Суматры.
Из-за небольшой площади островов охранный статус установлен как на грани исчезновения (CR).

## Описание вида
Макаки M. pagensis схожи с сиберутскими и свинохвостыми. Одно время они относились к одному виду как подвиды.
Половой диморфизм имеется. Самцы несколько крупнее самок. Длина тела самцов 45—55 см, самок — 40—45 см, длина хвоста 13—15 см, масса взрослых самцов 6—9 кг, самок — 4,5—6 кг. Шерсть на спине тёмно-коричневого цвета, по бокам шеи и передней части плеч окрас более бледный.

## Питание
Питание состоит преимущественно из фруктов. Иногда макаки совершают набеги на плантации.